# Governatorato di Kielce
Il governatorato di Kielce (in polacco: Gubernia kielecka) fu un'unità amministrativa (governatorato) del Regno del Congresso (Polonia).
Fu creato nel 1841 dal governatorato di Cracovia, che anch'esso aveva capitale a Kielce. Fu unito poi nel 1844 al governatorato di Radom, ma nel 1866 venne nuovamente ricreato come entità indipendente.
Contava 7 distretti: Jędrzejów, Kielce, Miechów, Olkusz, Pińczów, Stopnica e Włoszczowa.